# Associated Press

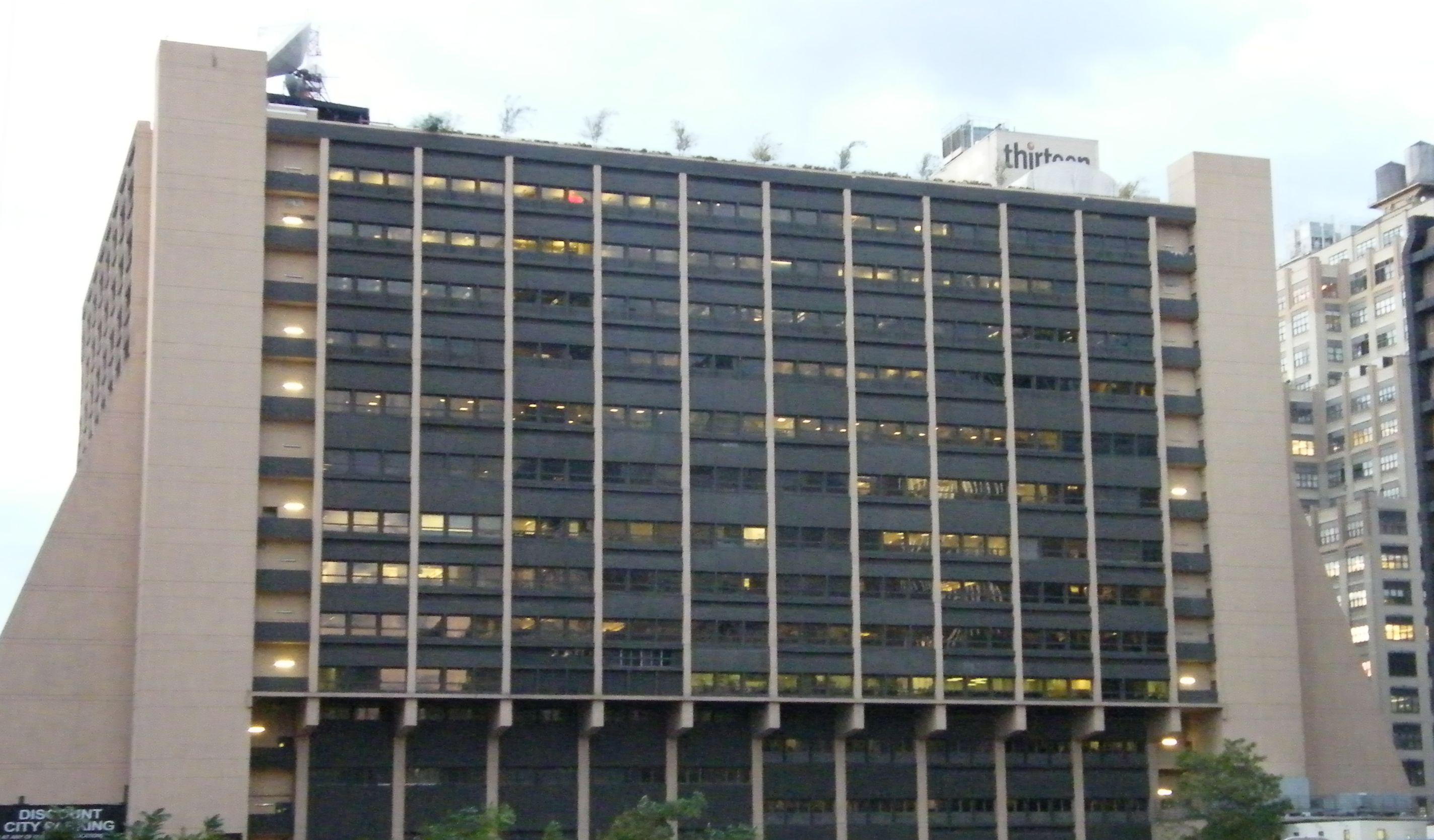
Sede da AP em Nova Iorque.

A Associated Press (muitas vezes abreviada por AP) é uma agência de notícias independente, fundada em maio de 1846. A Associated Press é uma cooperativa cujos proprietários são os jornais e estações de rádio e televisão estadunidenses que contribuem para a Associated Press. Vários meios de comunicação social são assinantes da Associated Press, pagando uma taxa para usar o material da Associated Press, mas não são membros da cooperativa.
A AP tem monitorado a contagem de votos nas eleições dos EUA desde 1848, incluindo disputas nacionais, estaduais e locais até o nível legislativo em todos os 50 estados. A AP coleta e verifica os retornos em todos os condados, paróquias, cidades e vilarejos dos Estados Unidos e declara os vencedores em mais de 5 000 eleições.